# Storstrut
Storstrut är en glasstrut som lanserades på 1960-talet och består av ett bakat rån med vaniljglass doppad i ett tjockt lager mörk choklad. GB Glace lanserade Storstrut 1965, även om namnet på förpackningen första året var "Jättevanillatopp" och i svenska dagstidningar dyker annonser för storstrut upp 1968.
GB Glace sålde Storstrut fram till 1994 (1991-1993 under namnet Basun), när man lanserade Magnum Strut.
Idag säljs Storstrut av flera glassföretag, som Sia Glass, Engelholmsglass och Triumfglass (tidigare Diplom-Is).